# Stația de metrou Vörösmarty tér (Budapesta)
Stația de metrou Vörösmarty tér este punctul terminus de sud al magistralei M1 (Millennium) din Budapesta. Aceasta se află la o adâncime de aproximativ 3 metri sub piața cu numele omonim, denumită de poetul maghiar Mihály Vörösmarty.
Stația Vörösmarty tér a nu trebuie confundată cu stația Vörösmarty utca, care este de asemenea, situată pe linia M1.

## Timpi de parcurs
| Linia | Stația          | Timpul de parcurs |
| M1    | Deák Ferenc tér | 1 min             |
| M1    | Mexikói út      | 11 min            |